# Comú
|  | Per a altres significats, vegeu «comuna». |

En alguns països, un comú o una comuna és una circumscripció territorial que pot correspondre a un municipi, una ciutat amb els seus pobles i vilatges o bé un grup de pobles. En la majoria dels casos, el comú constitueix la subdivisió administrativa més petita. Sovint està dirigit per un batlle o un burgmestre, representada per uns magistrats i un consell de veïns o consell de comú.

## Etimologia
El substantiu "comuna" prové del llatí vulgar communia ("comunitat de persones"), plural neutre substantivat de l'adjectiu communis ("comú"), pres com a nom femení singular.

## Història
L'origen del nom i la seva funció són de l'edat mitjana, quan era la designació de les ciutats italianes independents d'un senyor feudal.
Als Països Catalans, històricament era utilitzat el nom de comú, comuna o universitat fins que, amb els decrets de Nova Planta, totes aquestes denominacions van ésser substituïdes per municipi. Amb l'excepció d'Andorra, on ha perdurat el nom de comú, especialment per a designar la corporació local (vegeu comuns d'Andorra), i a la Catalunya Nord, on comuna s'empra principalment per a referir-se al territori administrat per la corporació local (vegeu comunes de França).

## Llista per països
Diversos països han adoptat el nom de comú (o similar) per a la unitat administrativa menor i bàsica. A continuació hi ha la llista de diferents països on s'utilitza aquesta unitat administrativa:
| País                     | Article català                                 | Nom local                                                                       | Subdivisió de | Nombre total  |
| ------------------------ | ---------------------------------------------- | ------------------------------------------------------------------------------- | --- | ------------- |
| Algèria                  | Municipis d'Algèria                            | Baladia (بلدية)                                                                 | Districte (Daira دائرة) | 1.541 (2012)  |
| Alemanya                 | Municipis d'Alemanya                           | [Gemeinde]                                                                      | Districte (Kreis), que depèn d'un Land (estat federat). | 11.054 (2017) |
| Andorra                  | Comuns d'Andorra                               | Comú                                                                            | Els comuns d'Andorra equivalen als ajuntaments, i són els encarregats d'administrar una parròquia (equivalent d'un municipi).                                                                        | 7             |
| Àustria                  | Municipis d'Àustria                            | [Gemeinde]                                                                      | districte que depèn d'un Land | 2.381         |
| Bèlgica                  | Municipis de Bèlgica                           | [commune], [gemeente], [Gemeinde]                                               | província, que està sota la supervisió d'una regió. | 581 (2019)    |
| Brasil                   | Municipis del Brasil                           | [municipio]                                                                     | 26 estats (estados) i el districte federal (DF). | 5.570 (2013)  |
| Camerun                  | Comunes (Camerun)                              | [commune]                                                                       | 10 regions, 58 departaments dividits en 360 districtes/comunes | 360 (2013)    |
| República Centreafricana | Comunes de la República Centreafricana         | [Akete kodoro ayeke], [commune]                                                 | 7 regions dividides en 16 prefectures. | 176 (2012)    |
| Xile                     | Comunes de Xile                                | [comuna]                                                                        | 54 províncies (provincias) | 346 (2010)    |
| Colòmbia                 | Municipis de Colòmbia                          | [comuna]                                                                        | 32 departements (departamentos), sense comptar Bogotà que depèn directament de l'estat | 1.102 (2011)  |
| R.D. del Congo           | Comunes de la República Democràtica del Congo, | [commune], en un entorn urbà; [territoire] en una zona rural.                   | Per a 26 províncies, les 309 comunes són subdivisions sense personalitat jurídica de 71 ciutats, les altres entitats territorials descentralitzades estan formades per 480 sectors i 257 chefferies. | 309 (2013)    |
| Costa d'Ivori            | Comunes de Costa d'Ivori                       | [commune], que correspon generalment a un territori format per barris o pobles. | | 197 (2012)    |
| Dinamarca                | Municipis de Dinamarca                         | [kommune]                                                                       | regió | 98 (2007)     |
| Espanya                  | Municipi d'Espanya                             | [municipio]                                                                     | província | 8.132         |
| Estònia                  | Municipis d'Estònia                            | [omavalitsus]                                                                   | comtat | 79 (2017)     |
| Illes Fèroe              | Municipis de les Illes Fèroe                   | [kommuna]                                                                       | | 29 (2017)     |
| Finlàndia                | Municipis de Finlàndia                         | en finès: kunta; en suec: kommun                                                | regió | 309 (2021)    |
| França                   | Municipis de França                            | [commune]                                                                       | departament | 34.945 (2023) |
| Hongria                  | Llista de pobles i ciutats d'Hongria           | [község], [város]                                                               | districte | 3.152 (2013)  |
| Itàlia                   | Comune                                         | [comune]                                                                        | província (provincia) | 8092 (2012)   |
| Luxemburg                | Comunes de Luxemburg                           | [commune], [Gemeng], [Gemeinde]                                                 | cantó | 102 (2018)    |
| Macedònia del Nord       | Comunes de Macedònia del Nord                  | [opština]                                                                       | regió | 80            |
| Madagascar               | Comunes de Madagascar                          | [kaominina]                                                                     | districte | 1.693         |
| Mali                     | Organització territorial de Mali#Comunes       | [commune]                                                                       | cercle | 703           |
| Marroc                   | Comunes del Marroc                             | [commune]                                                                       | prefectura o província, que són, respectivament, subdivisions predominantment urbanes o rurals de la regió                                                                                           | 1.538         |
| Níger                    | Comunes del Níger                              | [commune]                                                                       | Département | 265 (2020)    |
| Noruega                  | Municipis de Noruega                           | [kommune]                                                                       | comtat | 356           |
| Països Baixos            | Llista de municipis dels Països Baixos         | [gemeente]                                                                      | província (provincie) | 388 (2017)    |
| Polònia                  | Gmina                                          | [Gmina]                                                                         | districte | 2478 (2004)   |
| Ucraïna                  | Hromades d'Ucraïna                             | [hromada]                                                                       | districte | 1.469 (2025)  |
| Romania                  | Comunes de Romania                             | [comuna]                                                                        | districte | 2.861 (2018)  |
| Senegal                  | Comunes del Senegal                            | [commune]                                                                       | districte | 552 (2014)    |
| Suècia                   | Municipis de Suècia                            | [kommun]                                                                        | comtat | 290 (2004)    |
| Suïssa                   | Municipis de Suïssa                            | (de) Gemeinde, (fr) commune, (it) comune, (ru) vischnanca                       | cantó | 2.222 (2018)  |